# Théorème de Wielandt
En mathématiques, le théorème de Wielandt donne une caractérisation de la fonction gamma, définie sur le demi-plan P des complexes z de partie réelle strictement positive par :
{\displaystyle \Gamma (z)=\int _{0}^{\infty }t^{z-1}{\rm {e}}^{-t}\,{\rm {d}}t}
comme la seule fonction holomorphe f définie sur P qui vérifie simultanément les trois propriétés suivantes :
- {\displaystyle f(1)=1}
- {\displaystyle f(z+1)=z\;f(z)}
- {\displaystyle f} est bornée dans la bande {\displaystyle 1\leq \Re (z)\leq 2.}

## Référence
(en) Reinhold Remmert, « Wielandt's theorem about the Γ-function », Amer. Math. Monthly, vol. 103,‎ 1996, p. 214-220 (JSTOR 2975370).